# Quận Hardin, Texas
Quận Hardin (tên tiếng Anh: Hardin County) là một quận trong tiểu bang Texas, Hoa Kỳ. Quận lỵ đóng ở thành phố Kountze6. Theo kết quả điều tra dân số năm  2000 của Cục điều tra dân số Hoa Kỳ, quận có dân số 48.073 người.